# Lo sceicco (film)
Lo sceicco (The Sheik) è un film muto del 1921 diretto da George Melford e interpretato da Rodolfo Valentino. Il soggetto è tratto dal romanzo di Edith Maude Hull, pubblicato a Londra nel 1919.
Enorme successo per Valentino che, con questo ruolo, diventa una star di dimensione planetaria. Sui manifesti del film, la dizione "The Sheik, un film con Agnes Ayres" scompare rapidamente per essere sostituita dal nome di Valentino in primo piano.
Il ruolo del principe arabo verrà ripreso in quello che sarà il suo ultimo film, Il figlio dello sceicco del 1926, dove rivestirà i panni dello sceicco e di suo figlio, in una doppia parte. Agnes Ayres ritornerà qui come moglie dello sceicco, in una parte secondaria, mentre la nuova protagonista femminile sarà Vilma Bánky.

## Trama

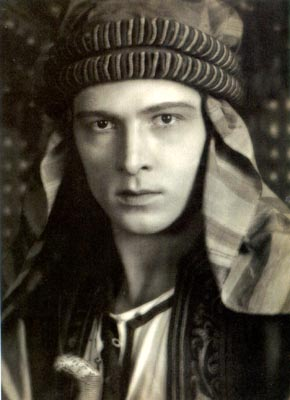
Rodolfo Valentino, lo sceicco

Lady Diana non vuole sposarsi perché pensa che il matrimonio sia la fine dell'indipendenza delle donne. Nonostante il parere contrario del fratello e senza seguire i consigli dei suoi corteggiatori, vuole fare da sola un lungo viaggio nel deserto. Mentre sta programmando il viaggio, sente che lì vicino si sta svolgendo una festa e chiede di cosa si tratti. Le rispondono che è una festa organizzata dallo sceicco Ahmed e che solo gli arabi possono parteciparvi. Diana, allora, si traveste da danzatrice e si infila di straforo tra gli invitati. Uno di questi, però, le mette le mani addosso davanti a tutti. Lei si dibatte attirando l'attenzione dello sceicco che, vedendo che la donna non è un'araba, la lascia andare via dalla festa. Uno degli altri invitati, Mustafà Ali, rivela che la donna sta per partire il giorno dopo per il deserto. Intrigato, Ahmed organizza un piano per rapirla: per prima cosa, si introduce nelle stanze di Diana e le scarica il fucile.
La mattina dopo, inizia il viaggio. La giovane donna è accompagnata per un tratto di strada dal fratello ma, quando questi la lascia per tornare indietro e farle proseguire il viaggio da sola, Mustafà, la guida, lancia il segnale concordato con Ahmed che attacca la carovana. Diana viene catturata. Lo sceicco invita a cena la riluttante lady inglese in pantaloni, chiedendole di vestirsi da donna. Durante la cena nella sontuosa tenda, scoppia una tempesta. Diana, che tenta la fuga, rischia di morire nel deserto, ma viene salvata da Ahmed. Lui deve andare a cercare i cavalli fuggiti e la lascia. Quando torna e la trova sola, cerca di forzarla, ma alle lacrime di Diana, si vergogna di ciò che stava per fare.
Qualche giorno dopo, viene annunciata la visita di Raoul de Saint Hubert, un amico dello sceicco. Diana chiede che le vengano restituiti i suoi vestiti per indossarli quando le verrà presentato. Raoul, quando viene a conoscenza di tutta la storia, rimprovera lo sceicco e gli chiede ripetutamente di lasciare libera la ragazza. Alla fine, Ahmed acconsente e chiede all'amico di accompagnarla lui in Francia. Ma una tribù rivale assale la carovana con Diana e la rapisce. Lo sceicco Omar, nemico acerrimo di Ahmed, cerca di violentare la giovane inglese, ma Diana viene salvata dall'intervento della moglie di Omar che tenta di uccidere il marito in un attacco di gelosia.
Ahmed, intanto, trova sulla sabbia una scritta in inglese, "I love you Ahmed" e capisce che anche Diana lo ama. Corre in suo soccorso e ingaggia una feroce lotta contro la tribù rivale. Omar rimane ucciso e Ahmed gravemente ferito. Al suo capezzale, Raoul racconta a Diana che Ahmed non è veramente un arabo: suo padre era un suddito britannico, sua madre una spagnola. I suoi genitori sono morti nel deserto e lui è stato salvato da uno sceicco, che lo ha allevato come un figlio, lo ha fatto studiare all'estero e poi, quando è morto, gli ha lasciato il suo titolo di sceicco. Quando Ahmed si risveglia, Diana gli confessa il suo amore.

## Produzione
Il film, ambientato nel deserto, fu girato in Arizona, a Yuma e in California, a Oxnard e a Guadalupe San Dunes, nella contea di Santa Barbara. Buddy Roosevelt è accreditato come stuntman. In due piccoli ruoli, la partecipazione di Natacha Rambova (tra le comparse) e di Loretta Young, all'epoca ancora una bambina.

## Distribuzione
Il copyright del film, richiesto dalla Famous Players-Lasky Corp., fu registrato il 25 ottobre 1921 con il numero LP17131.
Il film fu distribuito dalla Paramount Pictures e uscì nelle sale statunitensi il 20 novembre 1921 dopo essere stato presentato in anteprima a Los Angeles il 30 ottobre. In Austria e in Germania, il film - distribuito nel 1922 - prese il nome di Der Scheik o Der Scheich. In Italia uscì nel 1924, In Finlandia, come Sheikki, uscì il 16 marzo 1924 e, poi, in una riedizione il 18 settembre 1938. In Ungheria, venne tradotto A sejk, in Spagna El caíd, in Brasile O Sheik e in Polonia Szejk.
Nel 1987 uscì negli Stati Uniti in VHS e nel 2002 in DVD. Nel 2009, fu distribuito in DVD anche in Francia.

### La critica
«...i suoi occhi neri, ineluttabili. Profumato d'Oriente... le palpebre perse sotto la liscia continuità del suo incarnato, conferiscono alla sua espressione l'appartenenza a una casta misteriosa...» (Willis Goldbeck, in Motion Picture Classic, 1921).

### Conservazione
Copie della pellicola si trovano conservate in diversi archivi: a Bruxelles, alla Cinematheque Royale de Belgique; a Stoccolma, al Cinemateket-Svenska Filminstitutet; a Varsavia, alla Filmoteka Narodowa; a Mosca, alla Gosfilmofond. Negli Stati, si trova a Rochester, alla George Eastman House; a Washington, alla Biblioteca del Congresso; a Los Angeles, presso l'UCLA.